# Der „Linke Radikalismus“, die Kinderkrankheit im Kommunismus
Der „Linke Radikalismus“, die Kinderkrankheit im Kommunismus bzw. Die Kinderkrankheit des „Radikalismus“ im Kommunismus (russischer Originaltitel: Detskaja bolesn «lewisny» w kommunisme russisch Детская болезнь «левизны» в коммунизме, wiss. Transliteration Detskaja bolezn' «levizny» v kommunizme) ist ein politischer Aufsatz des Revolutionsführers Wladimir Iljitsch Lenin. Er wurde im  April/Mai 1920 geschrieben  und in Buchform im Juni 1920 in Petrograd vom Staatsverlag herausgegeben veröffentlicht. In dem Buch greift der Autor die Strategie eines Teils der Kommunisten der Dritten Internationale an und beschuldigt die Mitglieder, insbesondere die englischen und deutschen Genossen, einer ideologischen Abweichung zur extremen Linken zu folgen.

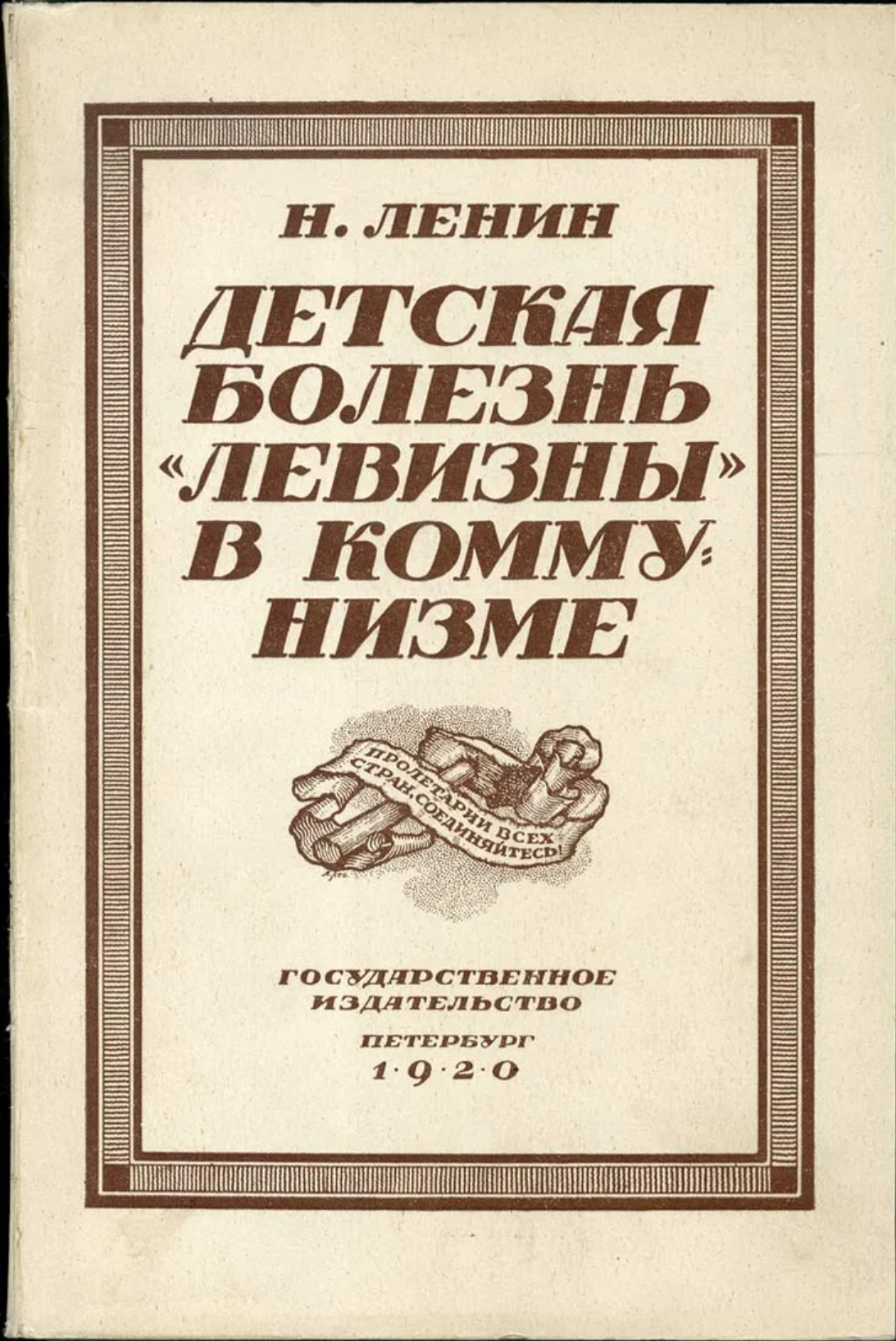
Cover der Erstausgabe (1920)

Das Buch erschien auch schnell übersetzt in deutscher, französischer und englischer Sprache noch vor Eröffnung des II. Kongresses der Kommunistischen Internationale und wurde an alle Delegierten verteilt: „Die wichtigsten Thesen und Schlussfolgerungen dieses Buches bildeten die Grundlage für die Beschlüsse des II. Kongresses der Komintern.“
Das Buch wurde in zahlreiche weitere Sprachen übersetzt und erschien auf Deutsch in verschiedenen Ausgaben unter verschiedenen Titeln.

## Gliederung und Inhalt
Die Arbeit ist in 10 Kapiteln geschrieben, der spätere Nachtrag umfasst 5 Kapitel:
I. In welchem Sinne kann man von der internationalen Bedeutung der russischen Revolution sprechen?
II. Eine der Grundbedingungen des Erfolges der Bolschewiki
III. Die Hauptetappen in der Geschichte des Bolschewismus
IV. Im Kampf mit welchen Feinden innerhalb der Arbeiterbewegung hat sich der Bolschewismus entwickelt, gekräftigt und gestählt?
V. Der „linke“ Kommunismus in Deutschland: Führer – Partei – Klasse – Masse
VI. Sollen Revolutionäre in den reaktionären Gewerkschaften arbeiten?
VII. Soll man sich an den bürgerlichen Parlamenten beteiligen?
VIII. Keinerlei Kompromisse?
IX. Der „linke“ Kommunismus in England
X. Einige Schlußfolgerungen
Nachtrag
I. Die Spaltung der deutschen Kommunisten
II. Die Kommunisten und die Unabhängigen in Deutschland
III. Turati und Co. in Italien
IV. Falsche Schlüsse aus richtigen Voraussetzungen
V. Ein Brief Wijnkoops
In Kapitel 5 kritisiert der Autor die linken Kommunisten in Deutschland und wirft ihnen vor, in einer sogenannten Diktatur der Führer die revolutionären Führer von den Massen trennen zu wollen. Lenin kritisiert insbesondere einige deutsche Linke, die politische Parteien für nutzlos halten. Lenin zufolge bedeutet die Leugnung der Notwendigkeit und Disziplin der Kommunistischen Partei die vollständige Entwaffnung des Proletariats zum Wohle der kapitalistischen Bourgeoisie. Zwischen den Kapiteln 5 und 8 verteidigt Lenin die Leistungen der kommunistischen Parteien innerhalb der Gewerkschaften und in den bürgerlichen Parlamenten. Er verteidigt auch die Notwendigkeit, Vereinbarungen zu treffen und Kompromisse zu erzielen. In Kapitel 9 sind die englischen Linken das Ziel, die dafür getadelt werden, dass sie sich weigern, einen Kompromiss mit der reformistischen Labour Party einzugehen, die die Mehrheit der englischen Arbeiterklasse zusammengebracht hat.

## Reaktionen
Die umfassendste Antwort des linken Kommunismus auf Lenins politischen Aufsatz kann in Form des offenen Briefes von Herman Gorter an Lenin gesehen werden: 1920 verfasste dieser seinen bekannten Offenen Brief an den Genossen Lenin, in welchem er Lenins Schrift einer eingehenden Kritik unterzieht. 1921 brach Gorter vollständig mit der Komintern.
Der Politiker Otto Rühle beispielsweise, der zwischen 1907 und 1913 Wanderlehrer des Zentralbildungsausschusses der SPD war, urteilte 1939:

„Das war eine polemische Schrift, voller Gift und Galle, aggressiv, grob, von Verdrehungen, Verdächtigungen und Fälschungen strotzend, gehässig und verfolgungssüchtig wie eine päpstliche Bannbulle, ein wahres Herrenfressen für jeden Kontrerevolutionär. Aber doch zugleich unter allen bolschewistischen Programmschriften diejenige, die das Wesen des Bolschewismus am reinsten darstellt, am schonungslosesten enthüllt. Der Bolschewismus ohne Maske! Als Hitler in Deutschland 1933 die gesamte sozialistische und kommunistische Literatur unterdrückte, war diese Schrift die einzige, deren Weitererscheinen er gestattete. Er wusste, warum.“

Mao Zedong empfahl den Genossen das 2. Kapitel des Buches (Eine der Grundbedingungen des Erfolges der Bolschewiki) ausdrücklich zur Lektüre.